# Hiéroglyphe égyptien M23
Pour les articles homonymes, voir Jonc (homonymie).

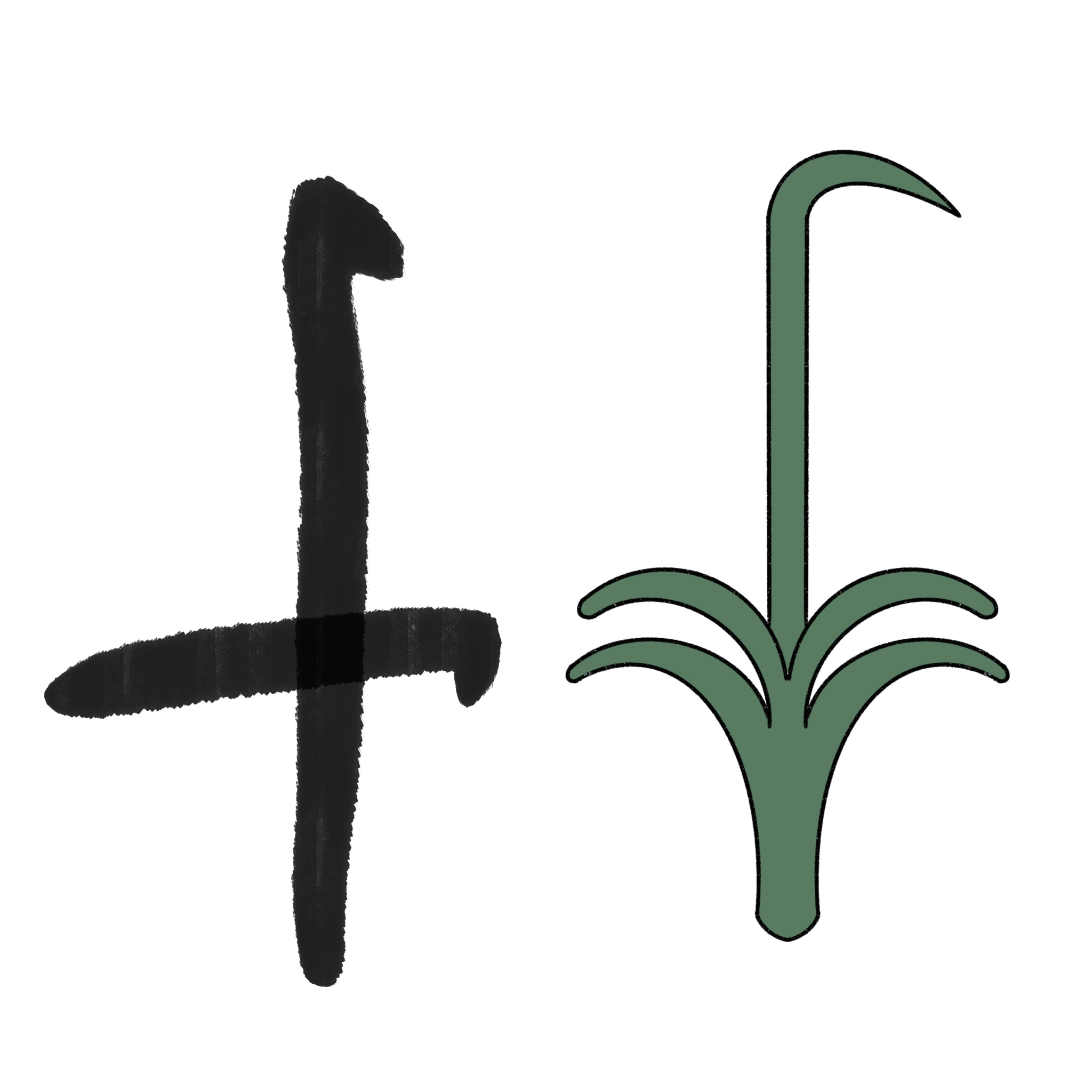
Version hiératique et hiéroglyphique.

Le jonc swt, en hiéroglyphes égyptiens, est classifié dans la  section M « Arbres et plantes » de la liste de Gardiner ; il y est noté M23.

## Représentation
Il représente un plant de l'espèce swt, un genre de jonc, de souchet, de scirpe, de laîche, de carex ou autre de la famille des cypéracées.  Il est translittéré swt, nswt, s ou sw.

## Utilisation
| M23 | t · Z1 | M2 |

| M23 | t · Z1 | M2 |

d'où découle sa fonction en tant que phonogramme bilitère de valeur sw.
| M23 | t · n |

| M23 | t · n |

« (originellement) celui de la plante swt (roi de Haute-Égypte, roi) ».
| M24 |

| M24 |

| M26 |

| M26 |

| M26 |

| M26 |

| M23 | w |

| M23 | w |

| M22 |

| M22 |

## Exemples de mots
| M23 | w |

| M23 | w |

| M23 | t · w |

| M23 | t · w |

| M23 | W | i | t · H8 |

| M23 | W | i | t · H8 |